# Lichtenau (Baviera)
Lichtenau è un comune tedesco di 3 780 abitanti, situato nel land della Baviera. È bagnato dal fiume tedesco Rezat Francone.